# 萨尔瓦多镇
萨尔瓦多镇是西班牙卡斯蒂利亚-拉曼恰昆卡省的一个市镇。总面积48平方公里，总人口278人（2001年），人口密度6人/平方公里。